# Ronde van Dubai 2014
De 1e editie van de wielerwedstrijd Ronde van Dubai vond plaats in 2014 van 5 tot en met 8 februari. De start was in de stad Dubai, de finish bij de Burj Khalifa. De ronde maakt deel uit van de UCI Asia Tour 2014, in de wedstrijdcategorie 2.1. De koers werd gewonnen door de Amerikaan Taylor Phinney.

## Deelnemende ploegen
| WorldTour               | Continentaal           | Nationaal                    |
| ----------------------- | ---------------------- | ---------------------------- |
| Astana                  | Banco BIC-Carmim       | Verenigde Arabische Emiraten |
| BMC Racing Team         | RTS-Santic Racing Team |                              |
| Cannondale              | Skydive Dubai          |                              |
| Giant-Shimano           | Vini-Fantini-Nippo     |                              |
| Katjoesja               |                        |                              |
| Lampre-Merida           |                        |                              |
| Omega Pharma-Quick-Step |                        |                              |
| Team Garmin-Sharp       |                        |                              |
| Team Movistar           |                        |                              |
| Tinkoff-Saxo            |                        |                              |
| Trek Factory Racing     |                        |                              |

## Etappe-overzicht
| etappe | datum      | start | finish        | afstand      | winnaar        | klassementsleider |
| ------ | ---------- | ----- | ------------- | ------------ | -------------- | ----------------- |
| 1e     | 5 februari | Dubai | Dubai         | 9,9 km (ITT) | Taylor Phinney | Taylor Phinney    |
| 2e     | 6 februari | Dubai | Palm Jumeirah | 122 km       | Marcel Kittel  | Taylor Phinney    |
| 3e     | 7 februari | Dubai | Hatta         | 162 km       | Marcel Kittel  | Taylor Phinney    |
| 4e     | 8 februari | Dubai | Dubai         | 123 km       | Marcel Kittel  | Taylor Phinney    |

## Etappe-uitslagen

### 1e etappe
| Dubai - Dubai (9,9 km (ITT)) |                     |                         |         |
| Plaats                       | Naam                | Ploeg                   | Tijd    |
| Winnaar                      | Taylor Phinney      | BMC Racing Team         | 12'03"  |
| 2                            | Steven Cummings     | BMC Racing Team         | + 0'14" |
| 3                            | Lasse Norman Hansen | Garmin-Sharp            | + 0'16" |
| 4                            | Tony Martin         | Omega Pharma-Quick-Step | + 0'22" |
| 5                            | Fabian Cancellara   | Trek Factory Racing     | + 0'25" |
| 6                            | Peter Sagan         | Cannondale              | + 0'31" |
| 7                            | Adriano Malori      | Movistar                | + 0'32" |
| 8                            | Maciej Bodnar       | Cannondale              | + 0'35" |
| 9                            | Aleksandr Porsev    | Katjoesja               | z.t.    |
| 10                           | Peter Velits        | BMC Racing Team         | + 0'37" |
|                              |                     |                         |         |
| 13                           | Dylan van Baarle    | Garmin-Sharp            | + 0'41" |
| 16                           | Yannick Eijssen     | BMC Racing Team         | + 0'43" |

### 2e etappe
| Dubai - Palm Jumeirah (122 km) |                  |                     |          |
| Plaats                         | Naam             | Ploeg               | Tijd     |
| Winnaar                        | Marcel Kittel    | Giant-Shimano       | 2u50'30" |
| 2                              | Peter Sagan      | Cannondale          | z.t.     |
| 3                              | Taylor Phinney   | BMC Racing Team     | z.t.     |
| 4                              | Juan José Lobato | Movistar            | z.t.     |
| 5                              | Giacomo Nizzolo  | Trek Factory Racing | z.t.     |
| 6                              | Roberto Ferrari  | Lampre-Merida       | z.t.     |
| 7                              | Nikolaj Troesov  | Tinkoff-Saxo        | z.t.     |
| 8                              | Lucas Haedo      | Skydive Dubai       | z.t.     |
| 9                              | Jacopo Guarnieri | Astana              | z.t.     |
| 10                             | Raymond Kreder   | Garmin-Sharp        | z.t.     |
|                                |                  |                     |          |
| 29                             | Klaas Lodewyck   | BMC Racing Team     | z.t.     |

| Algemeen klassement |                     |                         |          |
| Plaats              | Naam                | Ploeg                   | Tijd     |
| Blauwe trui         | Taylor Phinney      | BMC Racing Team         | 2u02'32" |
| 2                   | Steven Cummings     | BMC Racing Team         | + 0'15"  |
| 3                   | Lasse Norman Hansen | Garmin-Sharp            | + 0'17"  |
| 4                   | Tony Martin         | Omega Pharma-Quick-Step | + 0'23"  |
| 5                   | Fabian Cancellara   | Trek Factory Racing     | + 0'26"  |
| 6                   | Peter Sagan         | Cannondale              | + 0'30"  |
| 7                   | Adriano Malori      | Movistar                | + 0'33"  |
| 8                   | Maciej Bodnar       | Cannondale              | + 0'36"  |
| 9                   | Aleksandr Porsev    | Katjoesja               | z.t.     |
| 10                  | Marcel Kittel       | Giant-Shimano           | z.t.     |
|                     |                     |                         |          |
| 13                  | Dylan van Baarle    | Garmin-Sharp            | + 0'42"  |
| 16                  | Yannick Eijssen     | BMC Racing Team         | + 0'44"  |

### 3e etappe
| Dubai - Hatta (162 km) |                             |                         |          |
| Plaats                 | Naam                        | Ploeg                   | Tijd     |
| Winnaar                | Marcel Kittel               | Giant-Shimano           | 3u47'52" |
| 2                      | Juan José Lobato            | Movistar                | z.t.     |
| 3                      | Peter Sagan                 | Cannondale              | z.t.     |
| 4                      | Dylan van Baarle            | Garmin-Sharp            | z.t.     |
| 5                      | Reinardt Janse van Rensburg | Giant-Shimano           | z.t.     |
| 6                      | Wout Poels                  | Omega Pharma-Quick-Step | z.t.     |
| 7                      | Alejandro Valverde          | Movistar                | z.t.     |
| 8                      | Ramūnas Navardauskas        | Garmin-Sharp            | z.t.     |
| 9                      | Nikolaj Troesov             | Tinkoff-Saxo            | z.t.     |
| 10                     | Jesús Herrada               | Movistar                | z.t.     |
|                        |                             |                         |          |
| 26                     | Yannick Eijssen             | BMC Racing Team         | z.t.     |

| Algemeen klassement |                     |                         |          |
| Plaats              | Naam                | Ploeg                   | Tijd     |
| Blauwe trui         | Taylor Phinney      | BMC Racing Team         | 6u50'24" |
| 2                   | Steven Cummings     | BMC Racing Team         | + 0'15"  |
| 3                   | Lasse Norman Hansen | Garmin-Sharp            | + 0'17"  |
| 4                   | Tony Martin         | Omega Pharma-Quick-Step | + 0'23"  |
| 5                   | Fabian Cancellara   | Trek Factory Racing     | + 0'26"  |
| 6                   | Peter Sagan         | Cannondale              | + 0'29"  |
| 7                   | Marcel Kittel       | Giant-Shimano           | + 0'33"  |
| 8                   | Adriano Malori      | Movistar                | z.t.     |
| 9                   | Maciej Bodnar       | Cannondale              | + 0'36"  |
| 10                  | Peter Velits        | BMC Racing Team         | + 0'38"  |
|                     |                     |                         |          |
| 12                  | Dylan van Baarle    | Garmin-Sharp            | + 0'42"  |
| 15                  | Yannick Eijssen     | BMC Racing Team         | + 0'44"  |

### 4e etappe
| Dubai - Burj Khalifa (123 km) |                   |                         |          |
| Plaats                        | Naam              | Ploeg                   | Tijd     |
| Winnaar                       | Marcel Kittel     | Giant-Shimano           | 2u41'09" |
| 2                             | Mark Renshaw      | Omega Pharma-Quick-Step | z.t.     |
| 3                             | Andrea Guardini   | Astana                  | z.t.     |
| 4                             | Roberto Ferrari   | Lampre-Merida           | z.t.     |
| 5                             | Aleksandr Porsev  | Katjoesja               | z.t.     |
| 6                             | Daniele Ratto     | Cannondale              | z.t.     |
| 7                             | Niccolo Bonifazio | Lampre-Merida           | z.t.     |
| 8                             | Takashi Miyazawa  | Vini Fantini-Nippo      | z.t.     |
| 9                             | Lucas Haedo       | SkyDive Dubai           | z.t.     |
| 10                            | Juan José Lobato  | Movistar                | z.t.     |
|                               |                   |                         |          |
| 28                            | Dylan van Baarle  | Garmin-Sharp            | z.t.     |
| 33                            | Yannick Eijssen   | BMC Racing Team         | + 0'04"  |

## Eindklassementen
| Plaats      | Naam                 | Ploeg                   | Tijd     |
| ----------- | -------------------- | ----------------------- | -------- |
| Blauwe trui | Taylor Phinney       | BMC Racing Team         | 9u31'33" |
| 2           | Steven Cummings      | BMC Racing Team         | + 0'15"  |
| 3           | Lasse Norman Hansen  | Garmin-Sharp            | + 0'17"  |
| 4           | Tony Martin          | Omega Pharma-Quick-Step | + 0'23"  |
| 5           | Fabian Cancellara    | Trek Factory Racing     | + 0'30"  |
| 6           | Marcel Kittel        | Giant-Shimano           | z.t.     |
| 7           | Adriano Malori       | Movistar                | z.t.     |
| 8           | Maciej Bodnar        | Cannondale              | + 0'40"  |
| 9           | Peter Velits         | BMC Racing Team         | + 0'42"  |
| 10          | Dylan van Baarle     | Garmin-Sharp            | z.t.     |
| 11          | Filippo Pozzato      | Lampre-Merida           | + 0'45"  |
| 12          | Rory Sutherland      | Tinkoff-Saxo            | + 0'47"  |
| 13          | Sergej Tsjernetski   | Katjoesja               | + 0'48"  |
| 14          | Yannick Eijssen      | BMC Racing Team         | z.t.     |
| 15          | Rui Costa            | Lampre-Merida           | z.t.     |
| 16          | Jonathan Castroviejo | Movistar                | + 0'49"  |
| 17          | Vincenzo Nibali      | Astana                  | z.t.     |
| 18          | Martin Velits        | Omega Pharma-Quick-Step | z.t.     |
| 19          | Ramūnas Navardauskas | Garmin-Sharp            | z.t.     |
| 20          | Bob Jungels          | Trek Factory Racing     | + 0'50"  |

| Plaats    | Naam             | Ploeg           | Punten |
| --------- | ---------------- | --------------- | ------ |
| Rode trui | Marcel Kittel    | Giant-Shimano   | 60     |
| 2         | Peter Sagan      | Cannondale      | 33     |
| 3         | Taylor Phinney   | BMC Racing Team | 32     |
|           |                  |                 |        |
| 14        | Dylan van Baarle | Garmin-Sharp    | 9      |

| Plaats     | Naam                | Ploeg           | Punten   |
| ---------- | ------------------- | --------------- | -------- |
| Witte trui | Taylor Phinney      | BMC Racing Team | 9u31'33" |
| 2          | Lasse Norman Hansen | Garmin-Sharp    | + 0'17"  |
| 3          | Dylan van Baarle    | Garmin-Sharp    | + 0'42"  |
|            |                     |                 |          |
| 5          | Yannick Eijssen     | BMC Racing Team | + 0'48"  |

| Plaats      | Naam              | Ploeg              | Punten |
| ----------- | ----------------- | ------------------ | ------ |
| Zwarte trui | Willie Smit       | Vini Fantini-Nippo | 16     |
| 2           | Francisco Mancebo | SkyDive Dubai      | 11     |
| 3           | Diogo Nunes       | Banco BIC-Carmim   | 11     |

## Klassementenverloop
| Etappe       | Winnaar        | Algemeen klassement · | Puntenklassement · | Jongerenklassement · | Sprintklassement · |
| ------------ | -------------- | --------------------- | ------------------ | -------------------- | ------------------ |
| 1            | Taylor Phinney | Taylor Phinney        | Taylor Phinney     | Taylor Phinney       | Taylor Phinney     |
| 2            | Marcel Kittel  | Taylor Phinney        | Taylor Phinney     | Taylor Phinney       | Taylor Phinney     |
| 3            | Marcel Kittel  | Taylor Phinney        | Marcel Kittel      | Taylor Phinney       | Willie Smit        |
| 4            | Marcel Kittel  | Taylor Phinney        | Marcel Kittel      | Taylor Phinney       | Willie Smit        |
| 0Eindstanden | 0Eindstanden   | Taylor Phinney        | Marcel Kittel      | Taylor Phinney       | Willie Smit        |

 Japan Cup · 
 Ronde van Hainan · 
 Ronde van het Taihu-meer · 
 Ronde van Dubai · 
 Ronde van Qatar · 
 Ronde van Oman · 
 Ronde van Langkawi · 
 Ronde van Taiwan · 
 Ronde van Japan · 
 Ronde van Korea · 
 Ronde van Iran · 
 Ronde van het Qinghaimeer · 
 Ronde van China I · 
 Ronde van China II · 
 Ronde van Almaty · 
 Japan Cup · 
 Ronde van Hainan · 
 Ronde van het Taihu-meer